# The Wall Street Journal
The Wall Street Journal er et international dagblad udgivet i New York med et gennemsnitligt dagligt oplag på over 2,1 mio. (2006) hvortil kommer 400.000 abonnenter på webudgaven. Det gør den til USA's største avis efter USA Today, der var størst nogle år i 2000'erne. Siden 1976 og 1983 har avisen haft særlige udgaver i Europa og Asien; disse udgaver udkommer i et oplag på omkring 80.000 eksemplarer hver. 
Avisen var ejet af Dow Jones & Company, som 31. juli 2007 for 5,8 mia. $ blev købt af mediemagnaten Rupert Murdoch og dennes News Corporation, der i forvejen ejer et verdensomspændende net af aviser og tv-stationer, herunder Fox News.
The Wall Street Journal dækker først og fremmest nyheder og baggrundsstof om amerikansk og internationalt erhvervsliv og finansverden.
Dens daglige oplag var i marts – september 2009 2.024.269, hvilket er en stigning på 0,6% på et år. The Wall Street Journal er den eneste store avis i USA, hvis oplag ikke faldt i den periode.
Avisen regnes blandt de mest velanskrevne i verden for sin journalistiske uafhængighed og grundige research[kilde mangler]. Chefredaktionen bekender sig i lederartikler og kommentarer til en "fri markedsøkonomi for frie mennesker" og hælder overvejende mod konservative synspunkter i erhvervs- og skattepolitik. Ledelsen blander sig derimod ikke i reportage- og baggrundsjournalistikken. En iagttager, Paul Sperry, noterer i en artikel, "Myth of the Conservative Wall Street Journal", at avisens nyhedsredaktion har kaldt den redaktionelle ledelse "Nazis." "I virkeligheden", skriver Sperry, "står avisens nyhedsredaktion og dens redaktionelle ledelse politisk lige så langt fra hinanden som Nord- og Sydkorea."[kilde mangler]
I et forsøg på at fastholde den journalistiske uafhængighed af ejernes indflydelse har Rupert Murdoch efter sin overtagelse af avisen accepteret dannelsen af et særligt Editorial Board, hvis medlemmer er hentet blandt eksterne mediefolk.
The Wall Street Journal er udkommet uafbrudt siden Charles Dow, Edward Jones og Charles Bergstresser grundlagde den 8. juli 1889. Avisen har vundet den prestigefyldte Pulitzerpris 33 gange, hvoraf de 16 er tildelt siden 1991. I 2007 modtog den to priser, den ene for sin kritiske dækning af erhvervslederes tilbagedaterede aktieoptioner, den anden for artikler om de negative følger af Kinas voldsomme økonomiske udvikling.
Avisens læserkreds består af omkring 60 procent topledere, en gennemsnitsindtægt på 191.000 dollar, en gennemsnitlig husholdningsformue på 2,1 millioner dollars og en gennemsnitsalder på 55 år.[kilde mangler]
Wall Street Journals primære konkurrent er engelske Financial Times, der også har flere udgaver.